# Rock Goes to College
Rock Goes to College is een muziekalbum van de jazzrockformatie Bruford, dat is opgenomen in de Oxford Polytechnic in Engeland. Bill Bruford, naar wie de band is genoemd, werd destijds geprezen vanwege de impuls die hij als rockdrummer gaf aan de wat ingedutte jazzrock. Het album verscheen naar aanleiding van de heruitgave van het gehele oeuvre van Bill Bruford. De opnamen zijn van de BBC.

## Musici
- Annette Peacock - zang
- Allan Holdsworth – gitaar
- Jeff Berlin – basgitaar;
- Dave Stewart – toetsen;
- Bill Bruford – slagwerk.

## Composities
Dvd (zonder extra's) en Cd bevatten dezelfde muziek:
1. Sample and hold;
2. Beelzebub
3. The Sahara of Snow part 1
4. The Sahara of Snow part 2
5. Forever until Sunday
6. Back to the Beginning
7. Adios a la Pasada
8. 5G.

Annette Peacock zingt alleen op tracks 6 en 7.